# Тристаннид пентаиттербия
Тристаннид пентаиттербия — бинарное интерметаллическое неорганическое соединение
иттербия и олова
с формулой Yb5Sn3,
кристаллы.

## Получение
- Сплавление стехиометрических количеств чистых веществ:

{\displaystyle {\mathsf {5Yb+3Sn\ {\xrightarrow {1235^{o}C}}\ Yb_{5}Sn_{3}}}}

## Физические свойства
Тристаннид пентаиттербия образует кристаллы
гексагональной сингонии,
пространственная группа P 63/mcm,
параметры ячейки a = 0,947 нм, c = 0,690 нм, Z = 2
структура типа трисилицида пентамарганца Mn5Si3
.
При температуре 1090°С происходит переход в фазу
тетрагональной сингонии,
пространственная группа I 4/mcm,
параметры ячейки a = 0,7939 нм, c = 1,4686 нм, Z = 4,
структура типа триборида пентахрома Cr5B3.
Соединение образуется по перитектической реакции при температуре 1235 °C .